# Ève Francis
Ève Francis, pseudonimo di Eva Louise François (Saint-Josse-ten-Noode, 20 agosto 1886 – Parigi, 6 dicembre 1980), è stata un'attrice e regista francese.
Nata in Belgio, ha trascorso gran parte della sua carriera in Francia. Ha avuto una lunga collaborazione con lo scrittore Paul Claudel ed è stata sposata con il critico e regista Louis Delluc

## Biografia
Dopo aver completato gli studi secondari in Belgio, intraprese la carriera di attrice iniziando a lavorare a teatro a Parigi nel 1913. Nel 1914 fu presentata all'autore Paul Claudel che la scelse come protagonista nella prima produzione parigina della sua opera L'Otage. La collaborazione con Claudel fu lunga, e negli anni successivi lo descrisse come la persona più straordinaria che avesse mai conosciuto e come quella che ebbe la maggior influenza nella sua vita. Quando Claudel scrisse l'opera Paroles au maréchal, dedicata a Philippe Pétain dopo l'invasione nazista della Francia nel 1940, Ève Francis tenne un recital pubblico della poesia a Vichy.
Nel 1913 conobbe Louis Delluc, allora giovane letterato, del quale divenne amica e poi moglie nel gennaio 1918. Fu su sua insistenza che Delluc mise da parte la sua avversione per il cinema e, nel 1916, finì per innamorarsi del nuovo media divenendone uno dei primi appassionati critici oltre che regista egli stesso. Dal 1914 in poi recitò in diversi film e, nel 1918, realizzò il primo di numerosi film con Germaine Dulac, divenendo saldamente legata ai registi d'avanguardia che contribuirono al movimento del cinema impressionista. Quando Louis Delluc si dedicò alla regia nel 1920, lei assunse il ruolo principale in quasi tutti, tra cui La femme de nulle parte (1922) e L'inondation (1924). Ha avuto uno dei suoi più grandi successi con il film El Dorado di Marcel L'Herbier (1921), in cui interpretava la sfortunata ballerina di cabaret Sibilla.
Dopo la prematura morte del marito nel 1924, si prese cura della sua eredità culturale, supervisionando la pubblicazione postuma di molti scritti del marito.
Dagli anni trenta ridusse il suo impegno come attrice lavorando invece regolarmente come assistente alla regia di Marcel L'Herbier oltre a tenere conferenze e scrivere critiche cinematografiche. Negli anni cinquanta si dedicò al supporto della rete di "ciné-club", un progetto che Louis Delluc aveva ideato e sviluppato negli anni venti per diffondere il cinema.
Dopo aver fatto apparizioni in due film ormai ottantenne, morì a Neuilly-sur-Seine alla periferia di Parigi il 6 dicembre 1980 all'età di 94 anni. Fu sepolta nel cimitero di Bagneux (Hauts-de-Seine).

## Opere
- Temps héroïques: théâtre, cinéma (Gand: Enseigne du chat qui pêche, 1949)
- Un autre Claudel (Parigi: Grasset, 1973)

## Filmografia

### Attrice
- La Dame blonde, regia di Charles Maudru - cortometraggio (1914)
- Un homme passa, regia di Henry Roussell - cortometraggio (1917)
- Le Roi de la mer, regia di Jacques de Baroncelli (1917)
- Âmes de fou, regia di Germaine Dulac - cortometraggio (1918)
- Frivolité, regia di Maurice Landais (1918)
- Le Bonheur des autres, regia di Germaine Dulac (1919)
- La Fête espagnole, regia di Germaine Dulac (1920)
- Le Silence, regia di Louis Delluc (1920)
- Fumée noire, regia di René Coiffard e Louis Delluc (1920)
- Le chemin d'Ernoa, regia di René Coiffard e Louis Delluc (1921)
- Febbre (Fièvre), regia di Louis Delluc - cortometraggio (1921)
- El Dorado, regia di Marcel L'Herbier (1921)
- Prométhée... banquier, regia di Marcel L'Herbier - cortometraggio (1921)
- La femme de nulle part, regia di Louis Delluc (1922)
- Le Tonnerre, regia di Louis Delluc - cortometraggio (1922)
- L'inondation, regia di Louis Delluc (1924)
- Âme d'artiste, regia di Germaine Dulac (1924)
- Antoinette Sabrier, regia di Germaine Dulac (1927)
- Ragazze sole (Club de femmes), regia di Jacques Deval (1936)
- L'insidia dorata (Forfaiture), regia di Marcel L'Herbier (1937)
- La brigata selvaggia (La Brigade sauvage), regia di Marcel L'Herbier (1939)
- Yamilé sous les cèdres, regia di Charles d'Espinay (1939)
- La Mode rêvée, regia di Marcel L'Herbier - cortometraggio (1939)
- Ecco la felicità! (La Comédie du bonheur), regia di Marcel L'Herbier (1940)
- Un'orchidea rosso sangue (La Chair de l'orchidée), regia di Patrice Chéreau (1975)
- Dai sbirro (Adieu poulet), regia di Pierre Granier-Deferre (1975)

### Assistente regista
- L'Épervier, regia di Marcel L'Herbier (1933)
- Le Scandale, regia di Marcel L'Herbier (1934)
- Il più bel sogno (Le Bonheur), regia di Marcel L'Herbier (1934)
- Ardimento (La Route impériale), regia di Marcel L'Herbier (1935)
- Vigilia d'armi (Veille d'armes), regia di Marcel L'Herbier (1935)
- Le roman d'un spahi, regia di Michel Berheim (1936)
- La porta dell'infinito (La Porte du large), regia di Marcel L'Herbier (1936)
- Les Hommes nouveaux, regia di Marcel L'Herbier (1936)
- La cittadella del silenzio (La Citadelle du silence), regia di Marcel L'Herbier (1937)
- L'insidia dorata (Forfaiture), regia di Marcel L'Herbier (1937)
- La brigata selvaggia (La Brigade sauvage), regia di Marcel L'Herbier (1939)